# لورينزو أغيري
لورينزو أغيري (بالإسبانية: Lorenzo Aguirre)‏ هو رسام إسباني، ولد في 14 نوفمبر 1884 في بنبلونة في إسبانيا، وتوفي في 6 أكتوبر 1942 في مدريد في إسبانيا بسبب كسارة الأعناق.